# Елейн Дюк
Елейн Костанцо Дюк (англ. Elaine Costanzo Duke; нар. 1958) — американський держслужбовець, з 10 квітня 2017 р. до 15 квітня 2018 — заступник міністра внутрішньої безпеки США, з 31 липня 2017 р. до 6 грудня 2017 — в.о. міністра внутрішньої безпеки США.

## Біографія
Дюк вивчала управління бізнесом в Коледжі Нью-Гемпшира (нині Університет Південного Нью-Гемпшира), отримала ступінь MBA в Чамінейдському університеті в Гонолулу, штат Гаваї.
Очолювала власну консалтингову компанію Elaine Duke & Associates, LLC.
З 2008 до 2010 р. обіймала посаду заступника міністра внутрішньої безпеки з питань управління.
30 січня 2017 р. була номінована президентом США Дональдом Трампом на посаду заступника міністра внутрішньої безпеки США.
8 березня 2017 року відбулися слухання Елейн Дюк в Комітеті Сенату США з питань національної безпеки і урядових справ.
15 березня 2017 р. її призначення було передано до Сенату США. 4 квітня 2017 р. Сенат затвердив Дюк новим заступником міністра внутрішньої безпеки США.
28 липня 2017 р, після того, як Джон Келлі був призначений главою апарату Білого дому, Дюк була призначена в.о міністра внутрішньої безпеки США.